# Witold Stanisław Kozak
Witold Stanisław Kozak (ur. 27 kwietnia 1956 w Garwolinie) – polski malarz, rzeźbiarz, grafik, krytyk sztuki, filozof, poeta. Należy do Związku Polskich Artystów Plastyków.

## Życiorys
Ukończył XXV Liceum Ogólnokształcące im. Józefa Wybickiego w Warszawie. Absolwent historii sztuki Katolickiego Uniwersytetu Lubelskiego. Podczas studiów razem z Romanem Muszyńskim, Martą Dłubak i Markiem Ratajczakiem reaktywował grupę plastyczną INOPS studentów KUL. Uczestniczył w międzynarodowej konferencji artystycznej, „Sztuka w kontekście rzeczywistości” Riviera-Remont, Warszawa 1979. Brał udział w licznych przedsięwzięciach światowego ruchu artystycznego „Mail-Art” reprezentując Polskę i Francję. W latach 1975–1982 studiował teorię sztuki i malarstwo w pracowni Henryka Stażewskiego w Warszawie. W latach 1980–1982 pracował jako dziennikarz i redaktor graficzny w miesięczniku dla Polonii Hejnał Mariacki. Swoje artykuły publikował na łamach Kultury, Literatury, Akcentu, Midrasza, W drodze. W latach 80. pracował we Francji między innymi jako dziennikarz – fotoreporter w dzienniku Nice-Matin. W latach 1986–1988 był wykładowcą historii sztuki w Ecole Internationale Tunon w Monte Carlo.
Jest autorem aranżacji i tablicy pamiątkowej w Izbie Pamięci Stefana Grota-Roweckiego, dawnym lokalu konspiracyjnym Armii Krajowej w Warszawie. Wykonał projekt okolicznościowej pieczątki – datownika, na zlecenie poczty francuskiej, z okazji setnej rocznicy urodzin Le Corbusiera. W kaplicy w Ségus (Pireneje Wysokie) znajdują się zaprojektowane przez niego witraże. Zrealizował także projekt aranżacji wnętrza XI wiecznego zamku Grimaldich w Roquebrune–Cap–Martin na południu Francji. Od 2001 roku współpracował z Bydgoskim Informatorem Kulturalnym. W jego dorobku znajdują się liczne publikacje z zakresu historii sztuki, sztuki sakralnej, teorii i krytyki sztuki. Był członkiem jury XI–XVI Ogólnopolskiego Konkursu Twórczości Więziennej. Należał do Polskiego Stowarzyszenia Edukacji Plastycznej w Bydgoszczy. Jest jednym z założycieli Bydgoskiego Stowarzyszenia Artystycznego. W ramach działalności Stowarzyszenia brał udział w Festiwalu Sztuk Rejs. Jest członkiem Kapituły Medalu Jerzego Sulimy-Kamińskiego przyznawanego w uznaniu zasług dla kultury regionu Pomorza i Kujaw. Wziął udział w Bydgoskim Kongresie Kultury (2012 r.). Jest sygnatariuszem Bydgoskiego Paktu dla Kultury (grudzień 2012 r.)
W swoim dorobku ma kilkadziesiąt wystaw indywidualnych w kraju i za granicą. Uczestniczył także w licznych wystawach zbiorowych w Polsce oraz w ponad stu ekspozycjach międzynarodowych w ośrodkach sztuki nowoczesnej, muzeach, galeriach uniwersyteckich i galeriach sztuki współczesnej. Opublikował ponad sto artykułów dotyczących sztuki w kilkudziesięciu katalogach wystaw, periodykach i prasie codziennej.
Jego prace znajdują się w posiadaniu uniwersyteckich ośrodków sztuki nowoczesnej, miejskich zbiorów muzealnych, galerii i osób prywatnych w Polsce, Europie, USA. Kanadzie, Izraelu Japonii i Meksyku.
W roku 1999 Witold Stanisław Kozak otrzymał główną nagrodę i wyróżnienie w Ogólnopolskim Konkursie O ludzką twarz człowieka, Krośnice 1999. W 2012 otrzymał stypendium Prezydenta Miasta Bydgoszczy w dziedzinie twórczości plastycznej.

## Odznaczenia
- 2010 – Brązowy Medal „Zasłużony Kulturze Gloria Artis”[1]

## Publikacje
- VI Biennale Plastyki Bydgoskiej. Bydgoski Informator Kulturalny 2002, nr 9.
- Dlaczego i po co?. Bydgoski Informator Kulturalny 2001, nr 4.
- Ekspresja ruchu przedmiotu. Akant. Miesięcznik literacki. 2006, nr 11. ISSN 1429-9054.
- Fotografia Karpusiewicza. Temat. 2005, nr 3-5.
- Galeria „Wenecja”. Kalendarz Bydgoski 2003. Rocznik XXXVI.
- Genialny Fałszerz. Temat 2005, 3-5.
- Malarstwo Hanny Zawy-Cywińskiej. Bydgoski Informator Kulturalny 1999, nr 10.
- O krytyce i alienacji sztuki. Literatura 1979, nr 41.
- Przestrzenie Leonarda. Temat 2006, nr 6-7.
- Spotkanie 6. Promocje kujawsko-pomorskie 2001, nr 7.
- Sztuka, literatura, muzyka. Nasz mały wernisaż. Z teki Witolda Stanisława Kozaka. Nowiny – Kurier Tel-Aviv. 1985. 8.03.
- Szanowni Państwo. Midrasz 1999, nr 9.
- Śladami Le Corbusiera. Akcent 1990, nr 3.
- Tajemnica Czarnej Madonny. Za i Przeciw 1982, nr 1.
- Wówczas ukaże się na ziemi znak Syna Człowieczego. (collage) W drodze 1983, nr 11.
- Złączeni duchem narodowym. (Oprawa graficzna numeru. Siedem grafik autorskich) Hejnał Mariacki 1981, nr 8.
- „Wieczorne o sztuce rozmyślania”. Miesięcznik Literacki Akant 2011, nr 7. ISSN 1429-9054.

## Wybrana
- Catalogue de l’exposition de Witold S. Kozak. Hotel Miramar. Monaco, Monte Carlo 1986.
- Catalogue. Exposition International de Arte Postal en Granada „'Homenaje a Federico Garcia Lorca”' (red. Jesus Manuel), Granada 1989.
- Dickmann R., Art later –Kunst später. Saarland, Saarbrucker Zeitung 1983, nr 119.
- Exposicio Internacional de Mail-Art. „Paisatge”. Museu Comarcal de la Garrotoxa. (Catalogue) Olot – Girona 1987.
- Exposition Mail-Art „L’objet cultuel”. Catalogue des oeuvres.(int. Jaues Braunstein, Gabriel Diss). Premontre – Nancy 1985.
- Festiwal Sztuk. „To jest świat w którym żyjemy”. Katalog wystawy.Bydgoszcz 2003.
- (gaw)., Künstleriche Kreuzfahrt Macht Ihren Ersten Halt In Landau. Michael Cander, Andrzej Fedder, Witold Kozak und Jacek Piatek aus Bydgoszcz in Polen stellen ihre Weke im Frank-Loebschen-Haus aus. Die Rheinpfalz. Pfälzer Tageblatt 2008, nr 54.
- „Harmonia sztuki, harmonia świata” 2006. Bydgoski Informator Kulturalny 2006, nr 12. ISSN 1232-4450.
- Iglesias R., „A quinientos anos de la llegada de Colon a America” z. Logrono 1989.
- Iwanciw E., To nie sztuka, ale sztuczka Gazeta Wyborcza (Bydgoszcz) 2011, nr 2219. ISSN 0860-908X.
- Jensen D., That’s what I like about the West. International Correspondence Art Exhibition. (Catalog) Rapid City – South Dakota 1987.
- Kabacińska K., Wieszcz świat malował. Express Bydgoski 2009 nr 130. ISSN 1230-9192.
- Kowalczyk W., Po Rejsie. Bydgoski Informator Kulturalny 2003, nr 10. ISSN 1232-4450.
- Lebioda. D.T., Głębia i istota. Światłość światła. Katalog Wystawy Witolda Stanisława Kozaka. Galeria Miejska. Inowroclaw 2006.
- L.P. (L. Platano) Centenaire Le Corbusier: imiter l’example ... de Firminy.Nice Matin 1987, 6,05. ISSN 0224-5477.
- Łubecka M.,Bydgoskie obrazy w Landau. Gazeta Wyborcza 2008, nr 53. ISSN 0860-908X.
- Łubecka M., Intelektualiści dla Tybetu. Gazeta Wyborcza 2008, nr 89. ISSN 0860-908X.
- Marynowska A., Oprawione w złoto. Ikony w “Węgliszku”. Gazeta Wyborcza 2003, nr 259. ISSN 0860-908X.
- (miss)., Ins himmlische licht entschwebende Kläange. Finissage der Ausstellung “Rejs” mit Konzert.Pfältzer Tageblatt. Die Rheinnpfaltz 2008, nr 82.
- Narewski H., Bydgoscy artyści w Wilnie. Bydgoski Informator Kulturalny 2004, nr 1. ISSN 1232-4450.
- Philippi B., Der Briefkasten ersetzt die Galerie. Saarlandzeitung Oberthal 1983.04
- Platano L.,Witold Kozak: „Ce n’est pas important que mes oeuvres plaisent”. Nice Matin 1986, nr 14. ISSN 0224-5477.
- Smarzyński S. Tablica pamięci. Grota-Roweckiego. Hejnał Mariacki 1983, nr 5.
- Smith.D. „Artist’s Books”. Katalog. Altoona, PA, USA 1984.
- Suchecka A., Próba dialogu o sztuce, z Witoldem Kozakiem, artystą plastykiem, historykiem sztuki, rozmawia Aleksandra Suchecka. Bydgoski Informator Kulturalny 2002, nr 1. ISSN 1232-4450.
- Śiolaikinis Bydgośćo Menas. Współczesna Sztuka Bydgoska. (Witold Stanisław Kozak) w [Katalog; wstęp E. Urbańska] Wilnius, listopad – grudzień 2003.
- XIII Ogólnopolski Konkurs Twórczości Więziennej. Bydgoszcz 2004
- Witold Stanisław Kozak. Malerei. Kulturzentrum Altstadt, Frank – Loebches Haus. Landau 2008.